# Autokláv

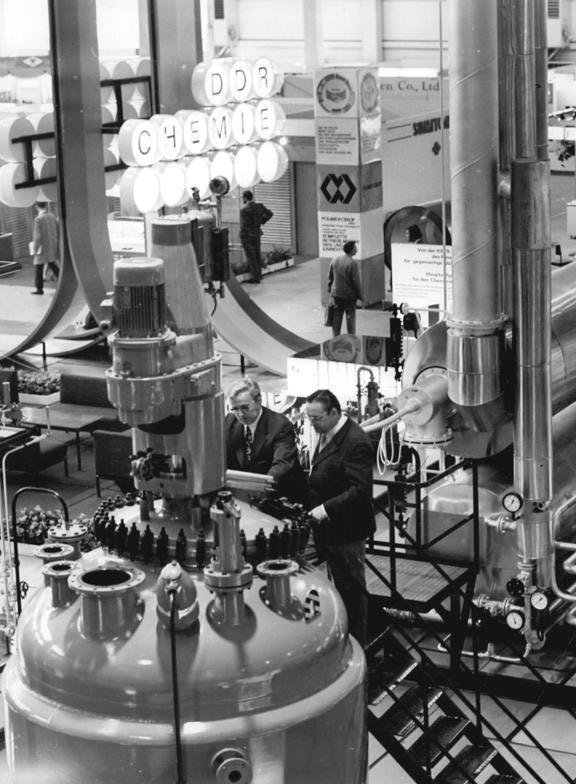
Vegyipari autokláv egy lipcsei ipari kiállításon

Az autokláv nagy nyomáson működő, álló vagy fekvő kivitelű, mechanikusan vagy gőzzel kavart, gőzzel fűtött, zárt tartály formájú készülék. Különböző vegyipari vagy azzal rokon műveleteknél (oldás, bepárlás, kristályosítás stb.) alkalmazzák. A tartályban elhelyezik a melegítendő anyagot, a tartályt duplafalú berendezés esetén kívülről, egyébként belülről fűtik a gőzzel. A tartályban uralkodó paramétereket (nyomás, hőmérséklet stb.) úgy állítják be, hogy a technológiai követelményeknek megfelelő legyen.

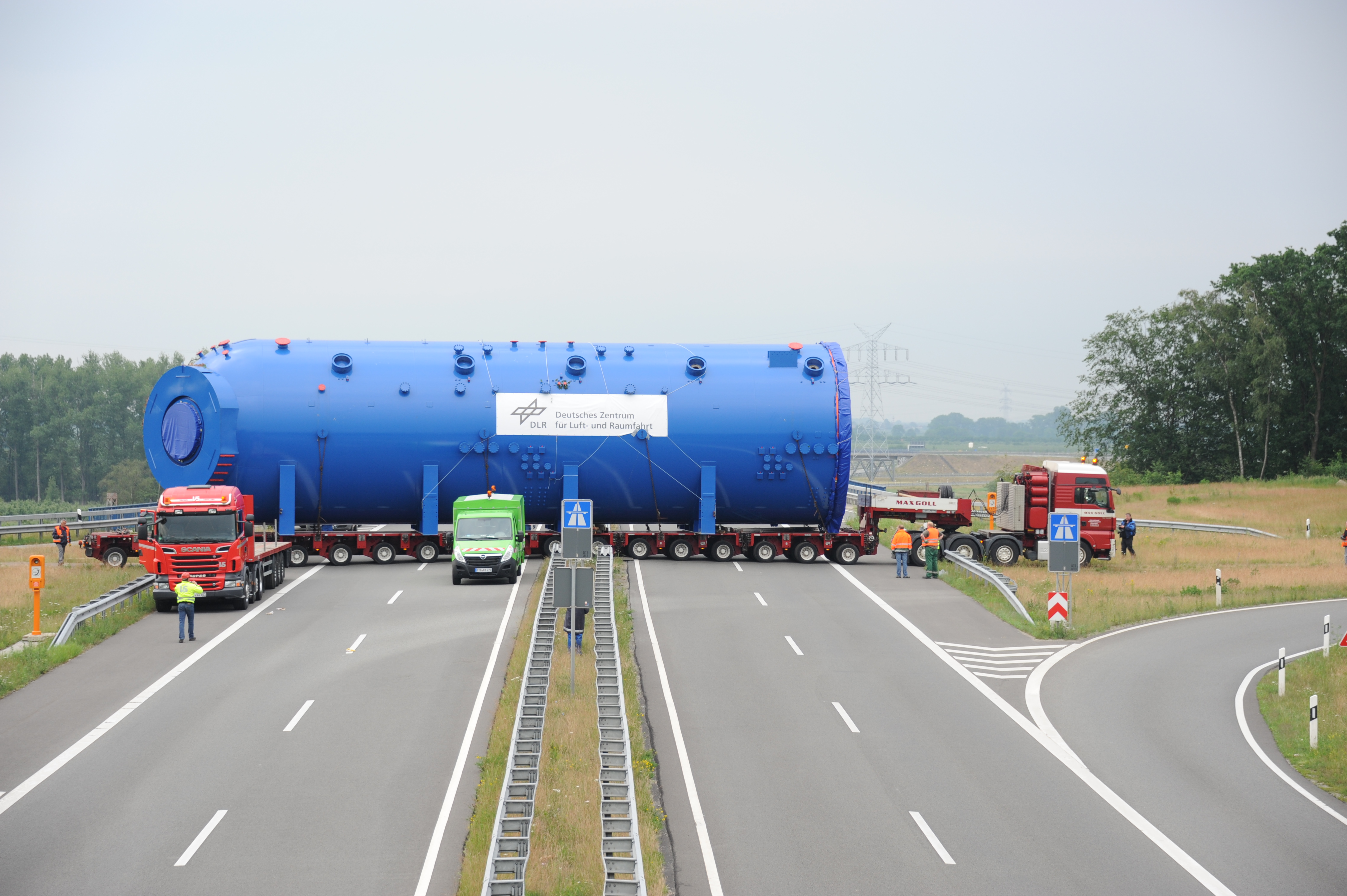
Az ipari autoklávok változatos, akár egész óriási méretekben is készülnek, itt egy ilyen méretű berendezés közúti fuvarozása látható

A fémkohászatban  a nyomás alatti lúgzás vagy feltárás technológiai berendezése, az alumínium közbülső alapanyagának számító timföld előállításának az eszköze. A műveletet egymáshoz kapcsolt autoklávok sorában, a bauxit alumínium-oxid-tartalmának feloldására használják. A művelet hasznos terméke az aluminátlúg, ebből további műveletekkel (kikeverés, kalcinálás) állítják elő a timföldet, a maradék szilárd fázis az vörösiszap.
Az építőiparban autoklávozásnak nevezik a beton 180–200 °C-ra történő felmelegítését. Ez esetben szilárdabb betont kapnak, mert a szilárdulás során keletkező mészhidrát ezen a hőmérsékleten már reakcióba lép a betonhoz adagolt kvarcliszttel.
Az egészségügyben az autoklávot használják azon eszközök csírátlanítására, melyek csak steril állapotban használhatók fel. Az autokláv munkaterét légtelenítik, majd túlnyomásos vízgőzt juttatnak a készülékbe, amely adott hőfokon és hatóidő alatt elpusztítja a mikroorganizmusokat.
Az autokláv szó a görög autosz (αυτὀϛ: ő maga, ugyanő) és a latin clavis (kulcs) szóösszetételből származik.